# Malcolm Rodríguez
Malcolm Luciano Rodríguez (Tahlequah, Oklahoma, 29 de marzo de 1999) apodado Rodrigo, es un jugador profesional estadounidense de fútbol americano que se desempeña en la posición de linebacker en Detroit Lions, equipo de la National Football League (NFL).

## Carrera
Fue seleccionado en la sexta ronda en la Reunión Anual de Selección de Jugadores de la NFL de 2022. Hizo su debut profesional con el equipo Detroit Lions, donde lleva jugando dos temporadas.